# Movimento del 26 luglio
Il Movimento del 26 luglio (in spagnolo: Movimiento 26 de Julio; il nome dello stesso fu ispirato dalla data dell'attacco alla caserma Moncada a Santiago di Cuba nel 1953, uno degli episodi della Rivoluzione cubana) è stata un'organizzazione politica e paramilitare che si proponeva di proseguire la lotta rivoluzionaria contro la dittatura di Fulgencio Batista.
L'organizzazione venne creata da Fidel Castro nel 1955 quando questi lasciò l'Isola de Pinos grazie all'amnistia richiesta a Batista dal popolo di Cuba e fu in questo momento che al movimento si unirono molti militanti per sostenerne la lotta attiva (tra le adesioni più significative quella di Ernesto Che Guevara e Camilo Cienfuegos).
Il suo braccio armato era l'Ejército Rebelde (Esercito Ribelle) che raggiunse l'organico di 3.000 uomini.
Il movimento si ispirava alla tradizione socialista rivoluzionaria, e al pensiero umanista, libertario ed antimperialista di José Martí. Raggruppava soggetti politici comunisti, socialisti e libertari.

## Leader
La prima direzione nazionale del M-26-7 era composta da Fidel Castro, Melba Hernández, Haydee Santa Maria, Antonio Ñico López, Pedro Miret Prieto, José A. "Pepe" Suárez, Pedro Celestino Aguilera, Faustino Pérez, Armando Hart, Luis Barreto Milián, Jesús Montané e Juan Manuel Marquéz.
Tra gli altri esponenti che presero parte al Movimento del 26 luglio vi furono Ernesto Che Guevara, Camilo Cienfuegos, Raúl Castro, Juan Almeida Bosque, Celia Sánchez, Huber Matos, Carlos Franqui, Raúl Chibas, Abel Santamaría, Frank País, Raúl Martínez Ararás, Josué País, Efigenio Ameijeiras, Osmani Cienfuegos, Ramiro Valdés, Renato Guitart, José Pardo Llada, Teodulio Mitchel, Pedro Luis Boitel Abraham e Manuel Artime.

## Dopo la vittoria della rivoluzione
L'evoluzione verso il comunismo del M-26-7 e del governo cubano portò alla progressiva dissoluzione del Movimento 26 de Julio. Nel luglio del 1961 esso si integrò con il Partito Socialista Popolare (Comunista) e con il Directorio Revolucionario 13 de Marzo nelle Organizzazioni Rivoluzionarie Integrate (ORI). Le ORI a loro volta, si dissolsero il 26 marzo del 1962 per formare il Partito Unito della Rivoluzione Socialista di Cuba (PURSC), di ideologia comunista. Quest'ultimo, alla fine, il 3 ottobre del 1965 si trasformò nel Partito Comunista di Cuba.
Dopo la vittoria della rivoluzione vi furono dissensi nel gruppo dirigente: Huber Matos, Raul Chibás, José Pardo Llada, Manuel Artime e Pedro Luis Boitel Abraham si separarono dal movimento. Huber Matos diede le dimissioni dai suoi incarichi, fu quindi arrestato; nella relativa riunione politica per deciderne la sorte, il Che e Raúl Castro appoggiarono l'ipotesi di fucilarlo. Fidel Castro decise invece di non farne un martire: pertanto venne condannato a vent'anni di carcere per poi essere liberato il 21 ottobre 1979.
Diverse furono le sorti degli altri dissidenti: Pedro Luis Boitel Abraham fu incarcerato e morì in prigione nel 1972; Manuel Artime partecipò alla fallita invasione della Baia dei Porci; Raul Chibás e José Pardo Llada infine si ritirarono in esilio.